# 夢の島緑道公園
夢の島緑道公園（ゆめのしまりょくどうこうえん）は、東京都江東区夢の島にある都立の海上公園（東京都港湾局所管）である。

## 概要
辰巳の森緑道公園・夢の島公園と新木場緑道公園を結ぶ。緑豊かな西側と、釣りのできる水辺の東側に分かれる。
西側は明治通りでさらに東西に分割されている。緑豊かな森林の中に遊歩道がある。起伏などもあり、山の中に居る雰囲気である。東側は少年野球場と隣接し、釣りが可能である。
園内には自転車路が整備されており、サイクリングにも適した公園である。
通年入園自由、無料。男女別型トイレ（1箇所）・ベンチ有り。飲料自動販売機・子供用遊具無し。夜間は暗い。

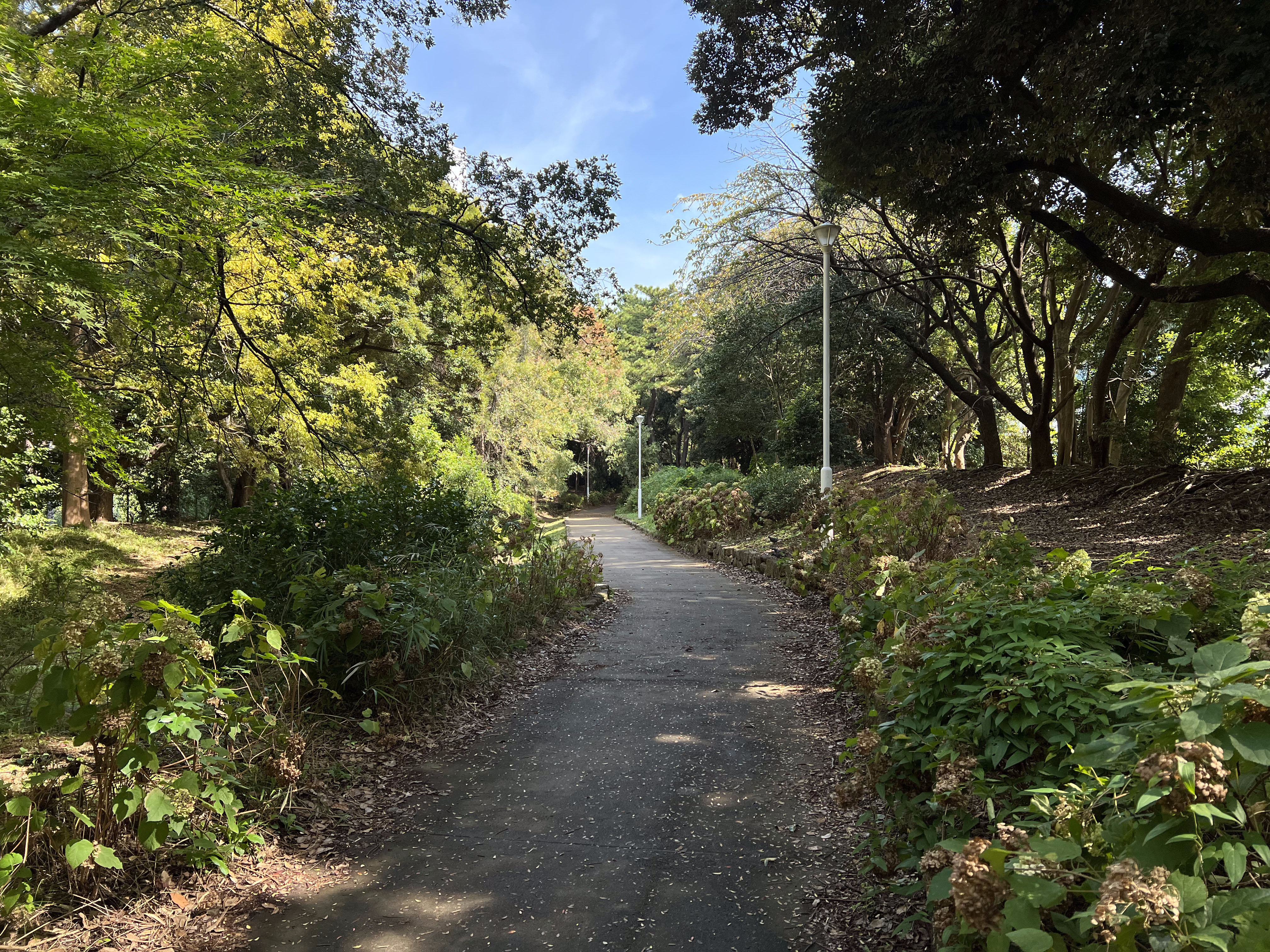
緑道

## アクセス
鉄道
- JR京葉線・りんかい線・東京メトロ有楽町線新木場駅から徒歩約3分。

バス
「新木場駅前」から徒歩約5分。
- 都営バス
  - 木11系統
  - 急行05系統・錦18系統

## 周辺施設
- 若洲海浜公園
- 新木場公園